# Witley Park

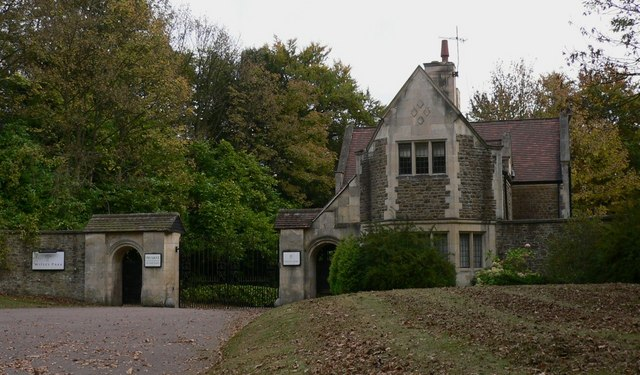
Torhaus der Thursley Lodge am Witley Park.

Witley Park, früher als Lea Park bekannt, ist ein Anwesen aus dem 19. Jahrhundert, das zwischen Godalming und Haslemere in der Grafschaft Surrey in England liegt. Das landwirtschaftlich gestaltete Gelände umfasst drei künstlich angelegte Seen, von denen einer ein unter Wasser gelegenes Konservatorium und einen Rauchersalon enthält.

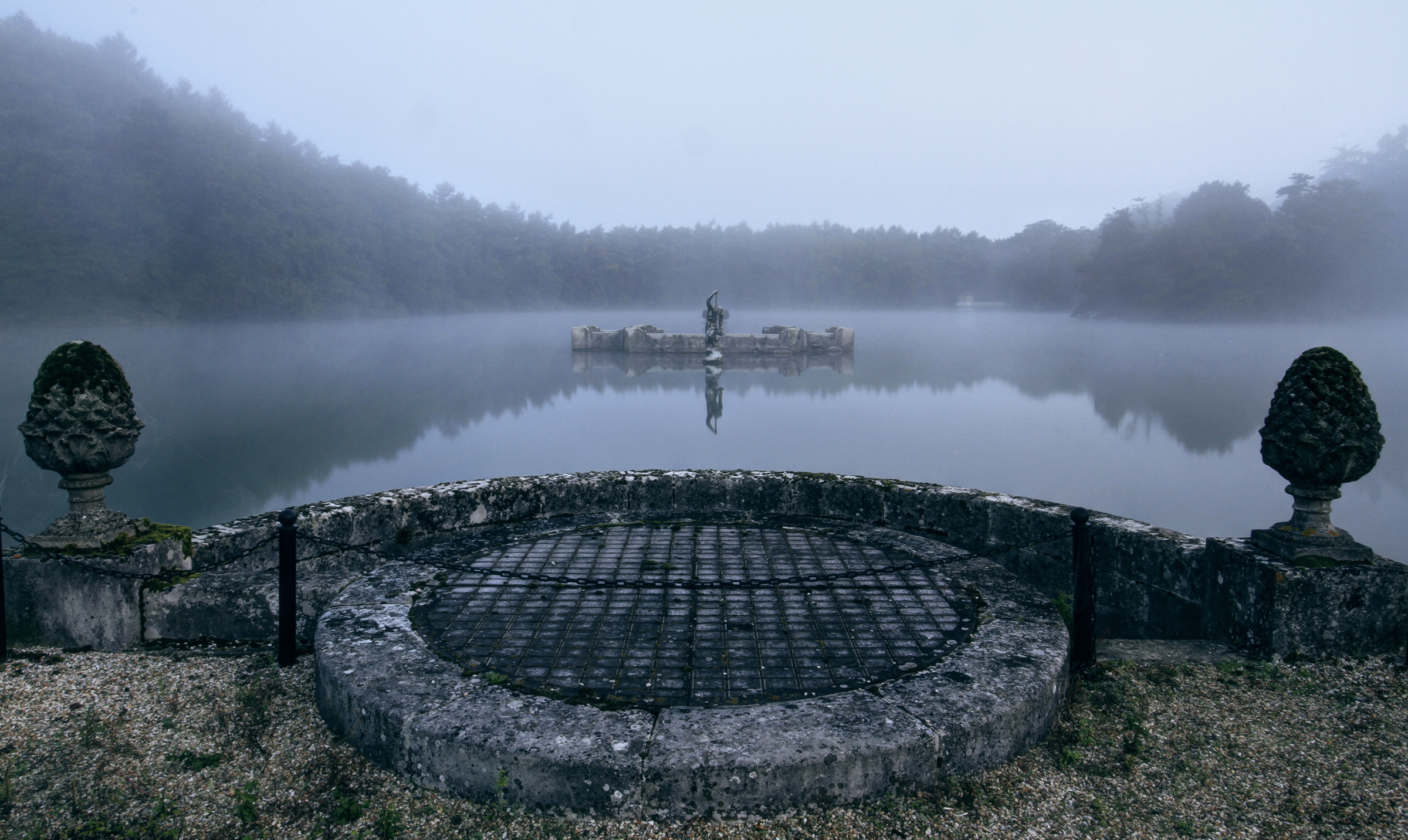
Neptun-Statue auf einer Insel im Witley Park

## Geschichte
1890 wurde der Lea Park von dem bekannten Betrüger Whitaker Wright gekauft, während die angrenzende South Park Farm vom Earl of Derby erworben wurde. Zu dem Anwesen gehörte das Privileg der Gutsherrenschaft und somit die Kontrolle über das Dorf Hindhead und das Gebiet Devil's Punch Bowl. Diese baute er als Bestandteil in ein umfangreiches Set von Immobilienbeständen ein, die ungefähr 9,000 Acre (36 km2) umfassten, die er in den Regionen Haslemere und Hindhead erworben hatte. Wright ließ das bereits bestehende Haus zu einem Herrenhaus mit 32 Schlafzimmern ausbauen, das an einen der drei künstlich angelegten Seen angrenzte und sich innerhalb des landschaftlich gestalteten Geländes befand.  Unter dem angrenzenden See ließ Wright ein unter Wasser liegendes Konservatorium und einen Rauchersalon, der mit Aquarienfenstern ausgestattet ist, bauen. Auf dem Gebäude steht eine Neptunsstatue, welche so aussieht, als ob sie auf dem Wasser schweben würde. Nachdem Wright wegen seiner Verurteilung für Betrug Selbstmord beging, wurden seine Besitztümer versteigert. Der Großteil von Hindhead Common, Witley Common und Thursley Common wurde an den National Trust übergeben.
Die Reste des Lea Parks wurden an William Pirrie, 1st Viscount Pirrie, verkauft, der eine wichtige Rolle für den Bau der Titanic spielte. An den metallenen Toren des Anwesens und den zuvor besessenen Ländereien ist der Buchstabe P, über dem sich einen Krone befindet, sichtbar.
Das Herrenhaus mit 32 Schlafzimmern brannte 1952 ab und das Anwesen wurde von der Familie Leigh von Lea Park zu Witley Park umbenannt. Diese waren spätere Besitzer und wollten möglicherweise eine Verwechslung von Lea und Leigh vermeiden. Das Witley Park House ist ein Haus des Modernismus, das von Patrick Gwynne entworfen wurde und andernorts auf dem Anwesen im Jahr 1961 gebaut wurde. Der landschaftlich gestaltete Park blieb bestehen. 1982 wurde das Anwesen, das nun einige 1,300 Acre umfasste, von Sir Raymond und Lady Brown gekauft. Die Familie Brown verkaufte 2002 450 Acre des abgeschotteten Parkland, Gate Lodges und Cottages, und behielten die Witley Park Farm im Süden. Eine Erlaubnis für die Errichtung neuer Häuser auf dem Grundstück des alten Anwesens wurde um das Jahr 2004 erteilt und ist inzwischen beendet worden. 